# Raiz da unidade
|                                             |  |                                             |
| Raízes cúbicas da unidade no plano complexo |  | Raízes quintas da unidade no plano complexo |

Em matemática, as raízes n-ésimas da unidade, ou números de de Moivre, são todos os números complexos que resultam 1 quando são elevados a n. Raízes da unidade são usadas em muitas áreas da matemática, sendo especialmente importantes para a teoria dos números, para a representação de caráter em teoria dos grupos, e para a transformada discreta de Fourier. Pode-se demonstrar que estão localizados no círculo unitário do plano complexo e que nesse plano formam os vértices de um polígono regular de n lados com um vértice sobre 1.
Uma raiz n-ésima da unidade é chamada de primitiva (ou seja, uma raiz primitiva n-ésima da unidade) quando ela não é também uma raiz m-ésima da unidade para m < n. Por exemplo, i é uma raiz quarta e raiz oitava da unidade, mas é apenas uma raiz quarta primitiva da unidade.

## Definição
Diz-se que uma raiz n-ésima da unidade, onde n é um inteiro positivo (n = 1, 2, 3, …), é um número complexo z que satisfaça a equação
{\displaystyle z^{n}=1},
que, pelo teorema fundamental da álgebra, possui {\displaystyle n} raízes no conjunto {\displaystyle \mathbb {C} } dos números complexos.

## Soluções
Uma das soluções sempre será o número {\displaystyle 1}, já que {\displaystyle 1^{n}=1} para qualquer {\displaystyle n} inteiro positivo. 
As demais soluções podem ser obtidas reescrevendo o número {\displaystyle 1} de forma conveniente através da fórmula de Euler:
{\displaystyle e^{ix}=\cos \left(x\right)+{\text{i}}\,\operatorname {sen} \left(x\right).}
Substituindo-se {\displaystyle x=2\pi \mathrm {k} }, onde {\displaystyle k\in \mathbb {Z} } obtém-se:
{\displaystyle e^{{\text{i}}(2\pi \mathrm {k} )}=\cos \left(2\pi \mathrm {k} \right)+{\text{i}}\,\operatorname {sen} \left(2\pi \mathrm {k} \right)=1}
Implicando que o número {\displaystyle 1} pode ser escrito da seguinte forma:
{\displaystyle 1=e^{2\pi \mathrm {i} k}}
Resolve-se, então, a equação que define as raízes da unidade:
{\displaystyle z^{n}=1\implies z=1^{1 \over n}=(e^{2\pi \mathrm {i} k})^{1 \over n}=e^{2\pi \mathrm {i} k \over n}}
Então {\displaystyle z} pode ser escrito como:
{\displaystyle z=\cos \left({2\pi \mathrm {k}  \over n}\right)+{\text{i}}\,\operatorname {sen} \left({2\pi \mathrm {k}  \over n}\right)}, {\displaystyle k\in \mathbb {Z} }
A princípio, tal expressão aponta para um número infinito de soluções. No entanto, dado a periodicidade das funções seno e cosseno, há mais de um {\displaystyle k} associado a uma mesma raiz. De fato, há infinitos {\displaystyle k'} associados a um mesmo valor de {\displaystyle z} que seja dado por um valor principal {\displaystyle k}. A relação de congruência entre {\displaystyle k'} e {\displaystyle k} é, por análise:
{\displaystyle k'\equiv k{\pmod {n}}.}
Desse modo, a solução resume-se a {\displaystyle n} raízes para {\displaystyle z}, dadas por:
{\displaystyle z_{k+1}=\cos \left({2\pi \mathrm {k}  \over n}\right)+{\text{i}}\,\operatorname {sen} \left({2\pi \mathrm {k}  \over n}\right),}
{\displaystyle k=0,1,2,...,n-1}

## Propriedades aritméticas

### Soma das raízes
A soma das raízes da unidade é igual a {\displaystyle 0}, {\displaystyle \forall \,n\geqslant 2}. Uma maneira de provar isso, é utilizando a soma de uma progressão geométrica.
{\displaystyle \sum _{k=0}^{n-1}e^{2\pi {\text{i}}k \over n}}
{\displaystyle =e^{2\pi {\text{i}}.(0) \over n}+e^{2\pi {\text{i}}.(1) \over n}+\cdots +e^{2\pi {\text{i}}.(n-1) \over n}}
{\displaystyle =\underbrace {e^{2\pi {\text{i}}\cdot (0)/n}} _{1}\cdot {\cfrac {\overbrace {e^{2\pi {\text{i}}\cdot (n)/n}} ^{1}-1}{e^{2\pi {\text{i}}/n}-1}}}
{\displaystyle =0}
Outra maneira de provar essa propriedade, é considerar as relações de Girard. Observando o polinômio {\displaystyle z^{n}+0.z^{n-1}-1=0} , é fácil notar que a soma das raízes é igual a {\displaystyle 0}.

### Produto das Raízes
Através das relações de Girard, pode-se deduzir que o produto das raízes é {\displaystyle 1} para {\displaystyle n} ímpar e {\displaystyle -1} para {\displaystyle n} par.

## Equação Ciclotômica

### Teorema de Gauss-Wantzel
Carl Friedrich Gauss demonstrou que o problema de resolver a equação {\displaystyle x^{p}=1}, também denominada ciclotômica, pode ser reduzido a resolver uma série de equações quadráticas, para quando {\displaystyle p} for um primo de Fermat, isto é, para quando for um primo e puder ser escrito como {\displaystyle p=2^{2^{n}}+1}, onde {\displaystyle n\in \mathbb {N} }. Pierre Laurent Wantzel provou posteriormente, em 1836, que tal condição não só é suficiente, mas necessária.
O teorema de Gauss-Wantzel possui um importante valor histórico por promover uma ligação entre análise complexa e geometria euclidiana, visto que implica na especificação de quais polígonos são construtíveis a partir de régua e compasso, problema milenar enfrentado pelos matemáticos desde a Grécia antiga. Nesse contexto, ele prova que o polígono de 17 lados, o heptadecágono, é construtível pelo número de lados ser um primo de Fermat, contrastando com polígonos menores como o heptágono e o eneágono, que não são construtíveis.